# London Borough of Hounslow
London Borough of Hounslow är en London borough (kommun) i västra London.
Kommunen bildades 1965 genom sammanslagning av stadsdelarna (urban district) Brentford och Chiswick, Feltham samt Heston och Isleworth.
Den genomkorsas av åtta tunnelbanestationer från två olika linjer: Piccadilly line - Hounslow West, Hounslow Central, Hounslow East, Osterley och Boston Manor; respektive District line - Gunnersbury, Turnham Green och Stamford Brook.
I kommunen finns huvudkontoret för Glaxo Smith Kline, högkvarteret för Sky Broadcasting och bryggeriet Fuller's. Också i kommunen finns Syon House, ett historiskt hus med park nära Isleworth, hertigen av Northumberlands slott.

## Stadsdelar
Stadsdelar som helt eller delvis ligger i Hounslow.
- Brentford
- Chiswick
- Cranford
- Osterley
- East Bedfont
- Feltham
- Gunnersbury
- Hanworth
- Hatton
- Heston
- Hounslow
- Isleworth
- Lampton
- Woodlands